# Heinrich von Vietinghoff
Heinrich von Vietinghoff (6 de dezembro de 1887 - 23 de fevereiro de 1952) foi um oficial  que serviu durante a Segunda Guerra Mundial. Foi condecorado com a Cruz de Cavaleiro da Cruz de Ferro.

## Carreira militar
Em 24 de novembro de 1938, Vietinghoff foi nomeado comandante da 5ª Divisão Panzer e participou da invasão da Polônia sob o comando de Wilhelm Ritter von Leeb. Ele foi promovido a general em junho de 1940, após o que liderou o XLVI Panzer Corps alemão na invasão da Iugoslávia.
Durante a Operação Barbarossa, seu Corpo fez parte do Grupo de Exércitos Centro sob o comando do Marechal de Campo Fedor von Bock. Como todos os comandantes do corpo alemão na Frente Oriental durante a invasão, Vietinghoff implementou a criminosa Ordem do Comissário. Vietinghoff também serviu mais tarde com o general Heinz Guderian no 2º Exército Panzer.
De dezembro de 1941 a agosto de 1943, foi Comandante-em-Chefe do Décimo Quinto Exército Alemão na França. Na Itália, a partir de agosto de 1943, comandou o Décimo Exército Alemão, que foi responsável pelas ações retardadoras através das sucessivas linhas defensivas construídas em toda a Itália. Notáveis neste contexto foram as defesas na Linha de Inverno de novembro de 1943 a maio de 1944 e os combates no outono de 1944 na Linha Gótica .
Em outubro de 1944, ele foi temporariamente elevado ao comando geral na Itália (Grupo de Exércitos C) quando o marechal de campo Albert Kesselring foi gravemente ferido em um acidente de carro. Em janeiro de 1945, no retorno de Kesselring, ele deixou a Itália para comandar o Grupo de Exércitos Curlândia na Prússia Oriental. Quando Kesselring foi transferido em março de 1945 para comandar o Comando do Exército Alemão Oeste (OB West) na França, Vietinghoff retornou como o comandante supremo alemão na Itália.
No final de abril de 1945, ele fez contato com as forças aliadas e em 29 de abril, seu representante general Karl Wolff assinou em seu nome no Palácio Real de Caserta o instrumento de rendição em 2 de maio de 1945 ao meio-dia. Depois disso, ele passou dois anos e meio em cativeiro britânico em Bridgend Island Farm (Campo Especial XI) entre prisioneiros alemães de alto escalão. 
Após a guerra, Vietinghoff foi membro do grupo de especialistas que tratou da questão do rearmamento alemão. Em outubro de 1950, ele escreveu o memorando de Himmerod, em homenagem à Abadia de Himmerod, onde foi escrito, em nome do governo de Adenauer, sobre as contribuições da Alemanha Ocidental para a defesa europeia. Ele morreu em 23 de fevereiro de 1952 em Pfronten.

## Patentes
| Fähnrich                 | 6 de março de 1906     |
| Leutnant                 | 27 de janeiro de 1907  |
| Hauptmann                | 24 de junho de 1915    |
| Major                    | 1 de março de 1926     |
| Oberstleutnant           | 1 de fevereiro de 1931 |
| Oberst                   | 1 de abril de 1933     |
| Generalmajor             | 1 de abril de 1936     |
| Generalleutnant          | 1 de março de 1938     |
| General der Panzertruppe | 1 de junho de 1940     |
| Generaloberst            | 1 de setembro de 1943  |

### Condecorações
| Cruz de Ferro 2ª Classe            |                     |
| Cruz de Ferro 1ª Classe            |                     |
| Cruz Germânica em Ouro             | 22 de abril de 1942 |
| Cruz de Cavaleiro da Cruz de Ferro | 24 de junho de 1940 |
| Folhas de Carvalho                 | 16 de abril de 1944 |